# Witowice (województwo kujawsko-pomorskie)
Witowice – wieś w Polsce, położona w województwie kujawsko-pomorskim, w powiecie inowrocławskim, w gminie Kruszwica.

## OSP
We wsi znajduje się siedziba Ochotniczej Straży Pożarnej w Witowicach. 

## Podział administracyjny
W latach 1975–1998 miejscowość administracyjnie należała do województwa bydgoskiego.